# Paratrechina colchica
Paratrechina colchica är en myrart som beskrevs av Bohdan Pisarski 1960. Paratrechina colchica ingår i släktet Paratrechina och familjen myror. Inga underarter finns listade i Catalogue of Life.